# Farkas Tibor (belsőépítész)
Farkas Tibor (Szolnok, 1953. november 3. –)  belsőépítész építész, tervezőművész, iparművész.

## Életpályája
1968 – 1972 között a Képző és Iparművészeti Szakközépiskola szobrász szakán, német nyelvtagozaton folytatott tanulmányokat, majd ugyanitt érettségi vizsgát tett. 1980-ban diplomázott a Magyar Iparművészeti Főiskola belsőépítész és építész szakán. Mesterei többek között Szrogh György, Jánossy György (építész), Németh István (építész); Potyondi Margit és Csomay Zsófia voltak. 
A belsőépítészeti tervezés mellett foglalkozik a kivitelezés szervezésével és vezetésével, bútorok és világítótestek tervezésével és kivitelezésével. 10 éven keresztül volt az IBUSZ arculattervezője. Belsőépítészként működött közre több iroda tervezésében és kivitelezésében. (Budapest; Debrecen, Győr, Gyula, Hegyeshalom, Pécs; Sopron).
Részt vett a szolnoki Technika Háza felújításában is. Budapesten és Kecskeméten több üzlet, drinkbár, szépségszalon és nagy értékű családi ház belsőépítészeti tervezését és kivitelezését végezte, műszaki vezetését irányította.

## Belsőépítészeti munkáiból
- Nagykőrös, Polgármesteri Hivatal komplett rekonstrukciója; belsőépítészeti tervezése, a Művelődési Központ színház termének és a kiszolgáló helyiségeinek komplett rekonstrukciója,
- Kecskemét, főterén a Szivárvány Áruház átalakítását tervezte, Pusztaturiszt utazási irodát és az Átrium Hotelt; TeleMozi Kft. központi épületének felújítása;
- Kiskunhalas Csipke Hotel bővítési és felújítási belső munkáinak tervezése, kivitelezési munkák irányítása, műszaki vezetés

## Művészeti szervezeti tagságok
- Magyar Építész Kamara
- Magyar Alkotóművészek Országos Egyesülete (MAOE)
- Magyar Belsőépítész Közhasznú Egyesület tagja, az elnökség tagja 2019. –től

## Csoportos kiállítások
- 2018 „Téralakítás szabad kézzel” Magyar Belsőépítész Közhasznú Egyesület tagjainak csoportos kiállítása. Pesti Vigadó VI. emeleti többcélú kiállítási terében 2018. június 2. 2018. július 29. / A kiállítás kurátora Láng Judit /. A kiállítás szakmai lebonyolítója a Magyar Belsőépítész Közhasznú Egyesület, a kapcsolódó leporelló és a kiállítás szakmai támogatója a Magyar Művészeti Akadémia Iparművészeti és Tervezőművészeti Tagozata[1]
- 2014 Építészeti Nemzeti Szalon
- 2011 A belsőépítészet minőségi térformálás, FUGA Budapesti Építészeti Központ, Budapest
- 2003 Hol tartunk? /Belsőépítészek/- Iparművészeti Múzeum
- 2001 Belsőépítészet- Magyar Építész Kamara – Koós Károly terem
- 1983 A tervezés értékteremtés, Műcsarnok, Budapest
- 1980 Belsőépítészet 1970–80, Műcsarnok, Budapest

## Díjak, elismerések
- 1984 Pro Urbe díj, a nagykőrösi Városháza, a házasságkötő terem és a Művelődési Ház belsőépítészeti tervezéséért;
- 2001 Bács Kiskun Megyei Művészeti Díj